# エルンスト・バルクマン
エルンスト・バルクマン(Ernst Barkmann、1919年8月25日 - 2009年7月27日)は、第二次世界大戦中のドイツ第三帝国の武装親衛隊隊員で、戦車戦のエースであった。最終階級は親衛隊曹長(SS-Oberscharführer)。

## 生い立ち
1919年8月25日、バルクマンはドイツ北部のホルシュタイン州のキスドルフ (Kisdorf) の農家に生まれた。学校を卒業すると、家業を手伝うようになった。1936年4月1日、バルクマンは親衛隊特務部隊のSS連隊ゲルマーニアに入隊した。数ヶ月間の基礎訓練の後、バルクマンは親衛隊上等兵(SS-Sturmmann)となり第3大隊へ配属された。

## 第二次世界大戦

### ポーランド戦からフランス戦
1939年9月、バルクマンはポーランド侵攻で、第14軍第VIII軍団の隷下におかれたSSゲルマーニア連隊の第3大隊第9中隊の機関銃手として従軍。いくつかの戦功を上げたバルクマンは、親衛隊兵長(SS-Rottenführer)に昇進したが、負傷により戦傷章（黒色）も授与されている。翌1940年のフランス侵攻にも従軍し、歩兵突撃章を授与された。

### 東部戦線
1941年6月22日、ソビエト連邦への奇襲攻撃バルバロッサ作戦に従軍し、7月のドニエプルペトロヴスク付近での戦闘で2度目の戦傷を受け軍病院に入院するが、二級鉄十字章と戦傷章(銀色)を授与される。傷が癒えたバルクマンは、ネーデルラント義勇兵の訓練教官を務めた。1942年3月、バルクマンは本国で再編中であった第2SS装甲師団第2装甲連隊第2中隊に異動し、III号戦車の照準手（砲手）となった。1943年、第三次ハリコフ攻防戦と呼ばれる一連の戦いの中で、バルクマンは多数の敵戦車を撃破し、照準手として有能であることを証明した。バルクマンは親衛隊伍長(SS-Unterscharführer)に昇進し、戦車長へと抜擢された。7月4日からのクルスクの戦いでは、後衛戦の最中に多数の敵戦車を撃破し、8月1日付けで一級鉄十字章が授与された。同月、バルクマンは第2装甲連隊第4中隊に転属、同時に新型戦車V号戦車パンターD型を受領した。車体番号は221号車である。ダス・ライヒ師団は1944年1月まで東部戦線で戦闘した。この間にバルクマンは親衛隊軍曹(SS-Scharführer)に昇進した。

### 西部戦線（ノルマンディーの戦い）

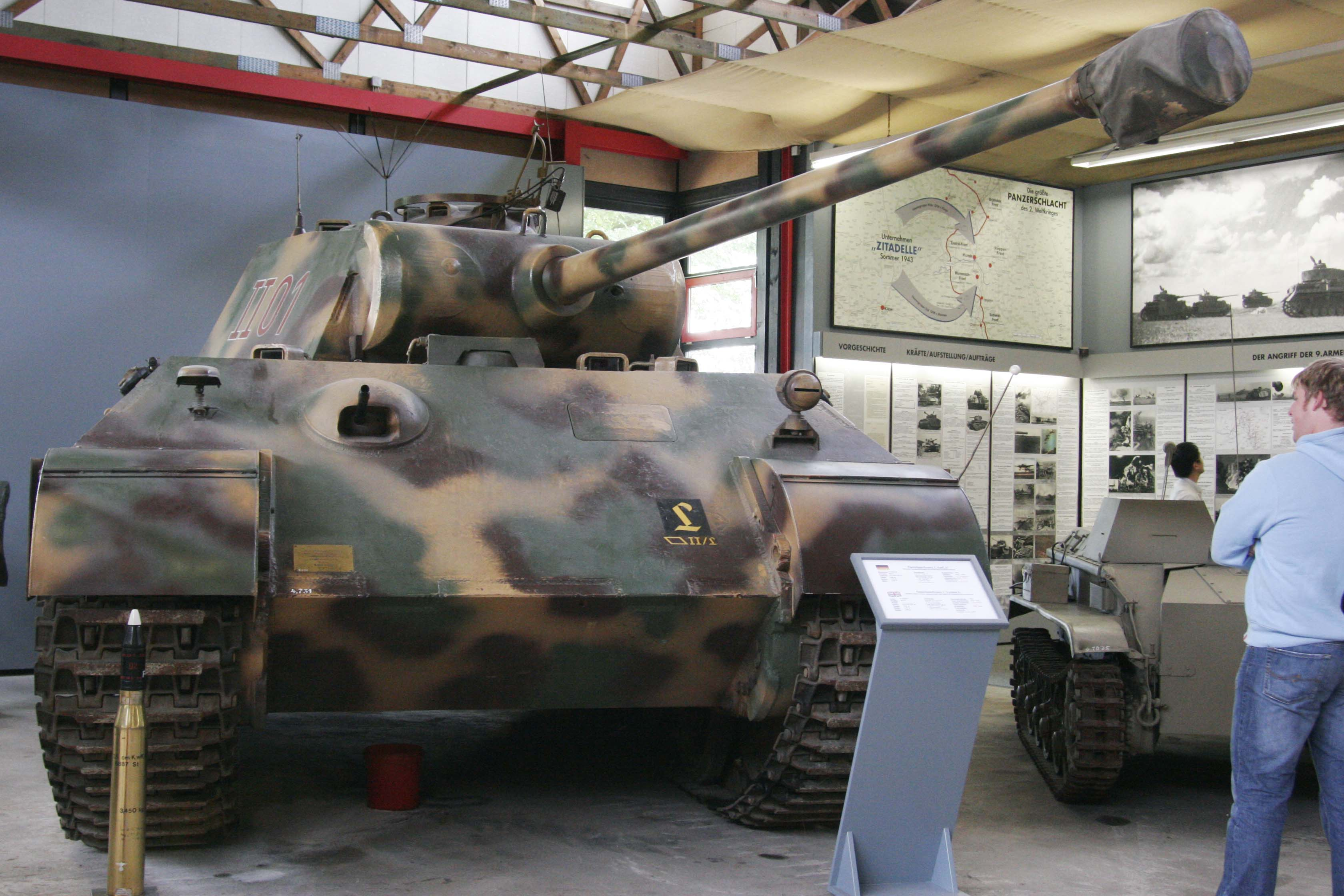
V号戦車パンターＡ型

1944年2月、ダス・ライヒ師団は補充再編のためにフランスのボルドーへ移動された。G軍集団の隷下におかれた師団は、予想される連合軍の上陸に対する貴重な装甲戦力として軍集団予備の扱いで再編を進めた。この際に、バルクマンはD型の問題点を改良されたパンターA型を受領した。車体番号は424号車である。1944年6月6日、連合軍のノルマンディー上陸作戦が開始されると、師団は7月初頭サン＝ロー付近の戦闘に投入された。7月中の戦闘を通じて、バルクマンと第4中隊は多数のM4中戦車やM5軽戦車、対戦車砲を撃破した。

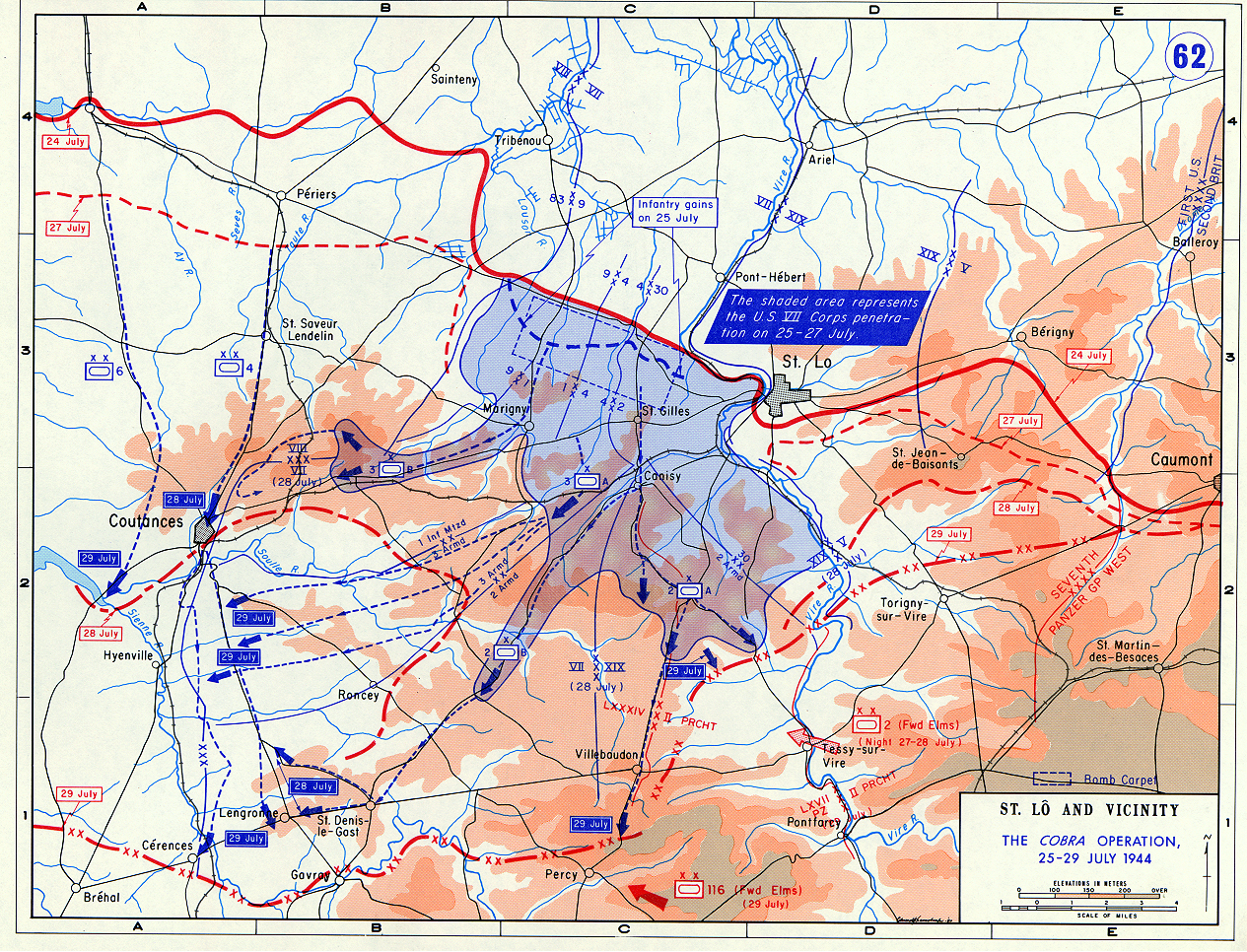
連合軍のコブラ作戦。バルクマンが奮戦した7月25日から29日の戦況

1944年7月27日、バルクマンのパンターは前日からのエンジンの修理のために中隊から離れていた。この時サン＝ローからクータンセへ続く街道の曲がり角のところでアメリカ軍の戦車部隊と接触、交戦したとされていた。後にバルクマンの曲がり角と呼ばれることとなるこの戦闘で、バルクマンはたった1両のパンターでもってM4シャーマン9両を撃破、1両を中破させ、さらに多数の車両を撃破。戦闘の途中でアメリカ部隊の支援要請を受けたP-47戦闘爆撃機の機銃掃射を受けるがこれにも耐えて戦闘を継続しアメリカ軍の前進を停止させたとされていた。これはバルクマンが参加した戦闘の中でも特に有名なエピソードであった。しかし2015年、この戦いについて調査した歴史研究家のスティーヴン・ザロガが撃破されたはずの連合軍車両の記録と戦闘機の出撃記録が存在しなかったと発表した。それ以後、バルクマンの曲がり角については「武装親衛隊のプロパガンダ」であったとの見方が主流になっている。
7月28日、バルクマンはクータンセに突入、市街を占拠していたアメリカ軍部隊と交戦し、29日から30日にかけて敵戦車14両を撃破した。しかし、強力な連合軍の攻勢により、バルクマンのパンター以外2両が失われた上、バルクマン小隊は敵中に孤立する。31日、バルクマンはみずからのパンター424号車を爆破処分し、小隊員と共に敵中7キロメートルを徒歩で突破、8月5日にアヴランシェに到着して中隊と合流した。8月27日、ノルマンディーでのバルクマンの奮戦に対し騎士鉄十字章の授与が決定され、9月5日に授与された。また、騎士鉄十字章受章と合わせて親衛隊曹長(SS-Oberscharführer)に昇進したバルクマンは、第2装甲連隊第4中隊の小隊長に抜擢された。この時の車体番号は401号車である。

### バルジの戦いから終戦まで
1944年12月16日からのバルジの戦いで、バルクマンは多数の敵戦車を撃破していたが、12月25日の戦闘で重傷を負い後送され、1945年1月25日に負傷章（金色）を授与された。1945年3月6日、東部戦線における最後の反攻作戦となる春の目覚め作戦に従軍したバルクマンは、セーケシュフェヘールヴァール近郊で4両のT-34中戦車を撃破し、師団として通算3,000両目の敵戦車撃破を達成した。しかしながら、作戦自体は無残な失敗に終わった。作戦開始時点でバルクマンの中隊は師団の中で唯一、定数である9両のパンターを装備していたが、ソ連軍のIS-2重戦車によって3両が撃破された。わずか6両とはいえ貴重な装甲戦力であることに変わりはなく、同じ作戦に従軍していた第1SS装甲師団のヨアヒム・パイパー親衛隊大佐から、バルクマンに第1装甲連隊に合流するよう命令され、4月初頭にはオーストリアのウィーン南方まで後退する。4月12日、バルクマンのパンターは移動中に友軍歩兵のパンツァーファウストによる誤射を浴びた。バルクマンと乗員は負傷し、パンターも損傷した。さらにこの日の夜、パンターは爆撃跡にはまり込み、牽引する余裕もなかったために爆破処分された。以降、バルクマンと乗員は歩兵として戦い、途上で第4中隊と合流して再びパンターを受け取ると、ドイツ降伏まで後衛戦闘を行った。5月8日、バルクマン達はバイエルンでイギリス軍の捕虜となった。大戦における最終的な戦果は、戦車82両(+α)、各種車両132台、対戦車砲43門であった。

## 戦後
1947年12月18日、バルクマンは解放された。故郷のキスドルフに帰ると、エルンスト・シュムック・バルクマン(Ernst Schmuck Barkmann)と名を変え、消防署に勤務して署長まで昇進し、町の名士となる。その後CDUに入党し政界に転身し、1976年から1994年にかけては同市の市長となった。

## 文献
- カール・アルマン『パンツァー・フォー』富岡吉勝（訳）、大日本絵画、1988年、ISBN 4-499-20519-0